# The Alan Bown!
The Alan Bown! Is het vierde album van een muziekgroep rondom Alan Bown, The Alan Bown! genaamd. De “set” als vermeld bij vorige album werd hier weggelaten, er was toch geen sprake van een vaste samenstelling. The Alan Bown! Begon in 1967. De muziekgroep gaat toeren en oefende het materiaal dat uiteindelijk op deze langspeelplaat terechtkwam. De tournee met onder andere optredens in Zweden werd verricht met als zanger Jess Roden. Deze raakte tijdens genoemde optreden een keer zo stoned, dat hij geen stem meer overhield. Het concert ging wel gewoon door, de andere bandleden probeerden er nog wat van te maken, maar het publiek wilde hun geld terug. Na het vertrek van Roden, die later nog populair werd met soloalbums, werd Robert Palmer aangetrokken uit Mandrake. Ook de opnamen lagen al op de plank terwijl Roden al vertrok, vandaar dat van deze plaat twee versies bestaan. De Amerikaanse versie met Roden als zanger, en de versie voor de rest van de wereld met Palmer. Op beide hoezen staat trouwens Palmer afgebeeld.
Zoals gezegd, de band was instabiel. Vlak na de opname van de opvolger Listen verdween Palmer naar Dada, de voorloper van Vinegar Joe; zijn stem werd ook van de plaat gehaald en vervangen door die van Gordon Neville.  

## Musici
- Alan Bown – trompet, flugelhorn, maraca's
- Robert Palmer – zang, percussie
- John Helliwell - saxofoons (niet genoemd op Esoteric-versie; op de originele uitgave staat hij onder de naam John Anthony)
- Vic Sweeney – slagwerk, percussie en zang A5
- Tony Catchpole – gitaar en zang A5 en B1
- Jeff Bannister – toetsinstrumenten
- Stan Haldane – basgitaren (Fender en Fuzz)

met
- John Hemmings - trombone

## Muziek
| Nr. | Titel                 | Duur |
| --- | --------------------- | ---- |
| 1.  | My friend             |      |
| 2.  | Strange little friend |      |
| 3.  | Elope                 |      |
| 4.  | Prefect day           |      |
| 5.  | All I can do          |      |
| 6.  | Friends in St. Louis  |      |

| Nr. | Titel                                             | Duur |
| --- | ------------------------------------------------- | ---- |
| 1.  | The prisoner                                      |      |
| 2.  | Kick me out                                       |      |
| 3.  | Children of the night (gaat over muzikantenleven) |      |
| 4.  | Gypsy                                             |      |

| Nr. | Titel          | Duur |
| --- | -------------- | ---- |
| 11. | Still as stone |      |
| 12. | Wrong ideas    |      |